# Indywidualne Mistrzostwa Polski w Zapasach 1999

## Mistrzostwa Polski w Zapasach1999

### Kobiety
7. Mistrzostwa Polski – x – x 1999, Borkowice

### Mężczyźni
- styl wolny

52. Mistrzostwa Polski – x – x 1999, Białogard
- styl klasyczny

69. Mistrzostwa Polski – x – x 1999, Kuźnia Raciborska

## Medaliści

### Kobiety
| Kategoria: | Złoto:                             | Srebro:                          | Brąz:                                     |
| 46 kg      | Katarzyna Zalewska Wissa Szczuczyn | Maria Wituła KS „20” Łódź        | Magdalena Kucharczyk Platan Borkowice     |
| 51 kg      | Marta Wojtanowska Bizon Milicz     | Anna Iwańska AZS-AWF Warszawa    | Katarzyna Kapusta AZS-AWF Warszawa        |
| 56 kg      | Ewa Iwańska Gwardia Warszawa       | Agata Lis Agros Żary             | Małgorzata Kociach Szczyt Boguszów        |
| 62 kg      | Małgorzata Bassa Gwardia Warszawa  | Magdalena Laskowska Sokół Lublin | Joanna Dźwigałowska Orzeł Warszawa        |
| 68 kg      | Anna Udycz Gwardia Warszawa        | Monika Maj Sokół Lublin          | Ewelina Łakoma AZS AF Gorzów Wielkopolski |
| 75 kg      | Ewelina Pruszko Gwardia Warszawa   | Edyta Witkowska Platan Borkowice | Monika Kowalska Budowlani Łódź            |

### Mężczyźni

#### Styl wolny
| Kategoria: | Złoto:                               | Srebro:                           | Brąz:                                            |
| 54 kg      | Sylwester Wojtak Włodawianka Włodawa | Sylwester Wierzbicki ZKS Koszalin | Kamil Majkowski Mazowsze Teresin                 |
| 58 kg      | Tadeusz Kowalski Włodawianka Włodawa | Marcin Chiliński Bizon Milicz     | Radosław Kurowski ZKS Koszalin                   |
| 63 kg      | Lucjan Gralak ZKS Koszalin           | Przemysław Motyl Czeczott Wola    | Krzysztof Grzywniak Zieloni Stargard Szczeciński |
| 69 kg      | Michał Rom Czeczott Wola             | Piotr Korzeniowski AKS Białogard  | Mariusz Szczerek AKS Białogard                   |
| 76 kg      | Mariusz Dąbrowski ZKS Koszalin       | Radosław Horbik Śląsk Milicz      | Marcin Jurecki AKS Białogard                     |
| 85 kg      | Michał Stanisławski Gwardia Warszawa | Piotr Gieral Włodawianka Włodawa  | Andrzej Brożyna ZKS Koszalin                     |
| 97 kg      | Maksymilian Witek Stal Kraśnik       | Witold Biskup Czeczott Wola       | Dariusz Kostecki ZKS Koszalin                    |
| 130 kg     | Marek Garmulewicz Czeczott Wola      | Ernest Marszałek Stal Rzeszów     | Tomasz Szewczyk Start Krasnystaw                 |

#### Styl klasyczny
| Kategoria: | Złoto:                                     | Srebro:                                   | Brąz:                                      |
| 54 kg      | Marek Gawlik Wisłoka Stomil Dębica         | Dariusz Porwoł Unia Racibórz              | Piotr Jabłoński Cement Gryf Chełm          |
| 58 kg      | Dariusz Jabłoński Cement Gryf Chełm        | Grzegorz Szyszka PTC Pabianice            | Łukasz Tarnecki PTC Pabianice              |
| 63 kg      | Włodzimierz Zawadzki Legia Warszawa        | Jerzy Szeibinger Zagłębie Wałbrzych       | Krzysztof Szczepanik Wisłoka Stomil Dębica |
| 69 kg      | Ryszard Wolny Unia Racibórz                | Zdzisław Kolanek AKS Piotrków Trybunalski | Piotr Leonarczyk Sobieski Toruń            |
| 76 kg      | Mariusz Pawłowski GKS Piotrków Trybunalski | Andrzej Tomaszewski Wisłoka Stomil Dębica | Artur Michalkiewicz Śląsk Wrocław          |
| 85 kg      | Marek Szustek Legia Warszawa               | Marcin Letki Śląsk Wrocław                | Rafał Szybowski Wisłoka Stomil Dębica      |
| 97 kg      | Andrzej Wroński Legia Warszawa             | Marek Kraszewski Śląsk Wrocław            | Jacek Lepko Agros Żary                     |
| 130 kg     | Jacek Fafiński Legia Warszawa              | Jacek Jaracz Śląsk Wrocław                | Grzegorz Pieronkiewicz Unia Racibórz       |